# Pierre Roger z Cabaretu

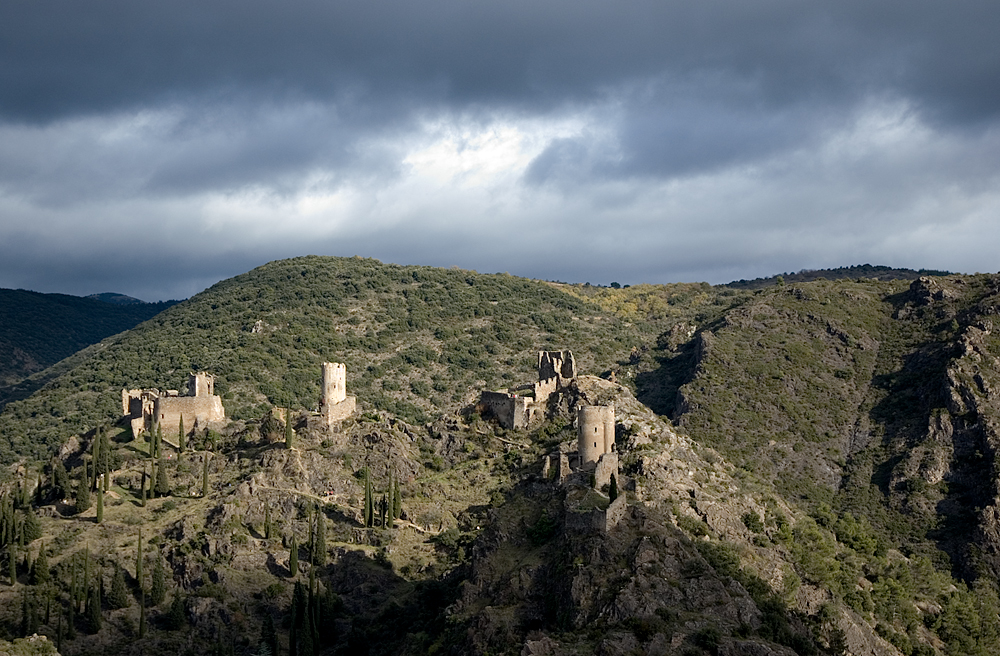
Hrady Lastours

Pierre Roger z Cabaretu (okcitánsky Pèire Rogièr de Cabaret) byl okcitánský rytíř, katar a pán trojhradu Lastours.

## Život
Páni z Cabaretu jsou zmiňováni již od počátku 11. století. Pierre Roger z Cabaretu sdílel panství s bratrem Jordanem. Jádrem panství byly tři hrady postavené na jednom horském vrcholu Cabaret, Fleur Espine  a Quertinheux souhrnně nazývané Lastours vzdálené asi 15 km od města Carcassonne.
Cabaretští byli stejně jako vikomt z Carcassonne příznivci katarského učení. Pierre Roger z Cabaretu byl roku 1209 uvnitř křižáky obleženého Carcassonne společně s vyděšenými obyvateli okolních vsí, jimž se také donesla zpráva o vyvraždění Béziers. Mladý vikomt Raimund Roger Trencavel chtěl podniknout výpad, ale pán z Cabaretu jej zarazil:
| „ | Podle mojí rady nevyrazíte ven. Myslím, že budete-li střehnout město, učiníte dosti. Zrána a po snídani postoupí Francouzi až k příkopům, budou vás chtít odříznout od vody, jíž všichni pijete. Tehdy nadejde čas udeřit a rány rozdávat. | “ |
| — | |   |

Obléhanému městu nepomohla ani návštěva vikomtova příbuzného, aragonského krále Pedra II. Cisterciácký opat Arnauld Amaury požadoval, aby Trencavel společně s dvanácti rytíři vyšel z města  a zbytek obyvatel nechal napospas křižákům. Král na to údajně podle dobové Písně o kruciátě reagoval slovy:
| „ | Něco takového se stane, až bude osel létat po nebi“ | “ |

Trencavel se po králově odjezdu a dalším obléhání v letních parnech nakonec vydal jako rukojmí a usmlouval volný odchod obyvatel.
| „ | Všichni vyšli nazí a chvatně, v košilích a kytlicích, bez jakéhokoli dalšího oděvu, křižáci jim neponechali nic, co by mělo cenu jediného knoflíku... | “ |
| — | |   |

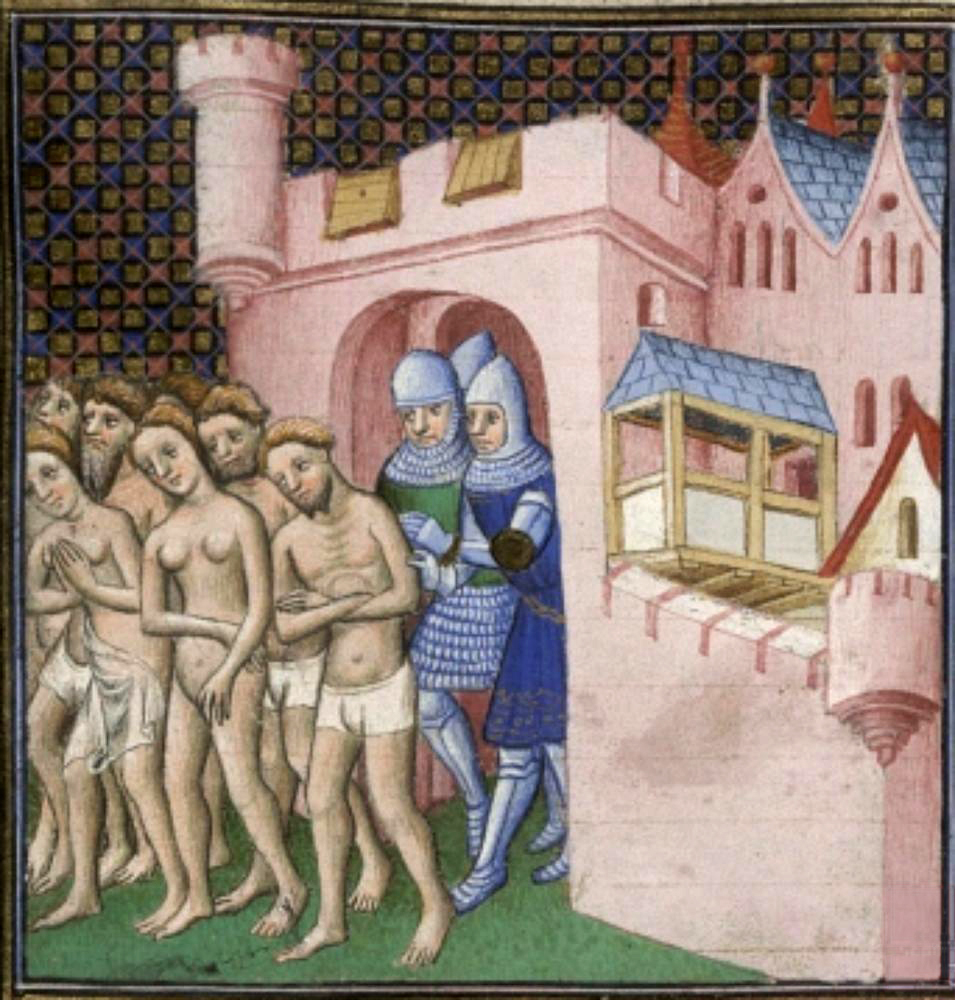
Vysvlečení kataři odcházejí z obleženého Carcassonne (dobová miniatura)

Trencavel byl uvězněn a ve vězení také zemřel a celé vikomtovo panství připadlo vůdci kruciáty hraběti z Montfortu. Pedro Aragonský jej odmítl uznat jako svého právoplatného vazala. Jedním z přeživších byl i Pierre Roger z Cabaretu, který se vrátil na své hrady a dokonce se mu podařilo získat cenného zajatce –  bratrance Montfortovy ženy Alix, Boucharda z Marly. Montfort po zabrání Carcassonne vyrazil ke Castres, které se raději vzdalo a odtud křižáci směřovali ke Cabaretu. Zimní obléhání se nevydařilo a po několika marných útocích odtáhl s nepořízenou. Alix z Montfortu přivedla křižákům posily a po třech týdnech padl Bram. Montfort oplatil za skutek Girauda z Pépieux a nechal stovce zajatců z Bramu uřezat nosy, uši, horní rty a všem krom jednoho vyloupat oči. Poslednímu nechal jedno oko, aby mohl průvod zmrzačených odvést na Cabaret. Dalším cílem křižáků se stalo opevněné město Minerve, po jehož dobytí skončilo na hranici 140 katarů. Následovalo obléhání hradu Termes, jenž byl považován za nedobytný. Pierre Roger z Cabaretu během obléhání provozoval záškodnickou válku, zajímal konvoje s potravinami a poškozoval obléhací stroje shromážděné u Carcassonne. Na jaře 1211 usoudil, že nechce skončit jako Raimond z Termes v Montfortově zajetí a nabídl smír.
| „ | Pan Rogier se zrána odebral za Bouchartem, vězněm, do komnaty, kde spal:"Boucharte," řekl mu, "jste, pokud vím, vysokého rodu a muž moudrý a přímý. Jistě neuděláte nic nepředloženého. Když vám vrátím svobodu, nevím, zda za to sklidím dík a vděk, avšak zkusím to... Nuže, nebudete více vězněm, teď vám dávám sebe a hrad." | “ |
| — | |   |

Vyměnil své pozemky za nové u Beziérs a vyhnul se tak osudu obránců vsi Lavaur, kteří byli oběšeni a upáleni. Paní Girauda z Lauracu byla hozena do studny a tam ukamenována.
Montfort zahynul kamenometem u Toulouse roku 1218 a jeho syn Amaury se roku 1223 vrátil zpět na otcovy statky u Paříže. Lastours přešlo opět do držení svého původního majitele, který jej hájil před křižáckými útoky až do roku 1229, kdy hrad padl. Další osud Pierra Rogera z Castres je neznámý.